# 2184 Fujian
2184 Fujian è un asteroide della fascia principale del diametro medio di circa 26,28 km. Scoperto nel 1964, presenta un'orbita caratterizzata da un semiasse maggiore pari a 3,1735782 UA e da un'eccentricità di 0,1064258, inclinata di 5,20748° rispetto all'eclittica.